# Peter Bömmels
Peter Bömmels (* 11. November 1951 in Frauenberg) ist ein deutscher Maler und Zeichner. Über seine Verbindung zur Künstlergruppe Mülheimer Freiheit gehört er zu den wichtigsten Vertretern der Neuen Wilden der 1980er-Jahre. Von 2004 bis 2018 lehrte er an der Hochschule für Bildende Künste Dresden. Er lebt und arbeitet in Berlin.

## Leben
Von 1970 bis 1976 studierte er Soziologie, Politik und Pädagogik an der Universität Köln. Von 1977 bis 1980 arbeitete er in einem Kinderladen. Bömmels gehörte zu den Mitbegründern der Kölner Künstlergruppe Mülheimer Freiheit, der auch Hans Peter Adamski, Walter Dahn, Jiří Georg Dokoupil, Gerard Kever und Gerhard Naschberger angehörten. Die jungen Künstler teilten sich ab 1979 ein Hinterhofatelier in der zum Rhein führenden Straße „Mülheimer Freiheit“ in Köln. 1980 war er Mitbegründer der Musikzeitschrift Spex.
1983 erhielt er den Förderpreis des Landes Nordrhein-Westfalen für Bildende Kunst.
1986 und 1987 hatte er eine Gastprofessur an der Hochschule für bildende Künste Hamburg, 1990 bis 1992 an der damaligen Hochschule der Künste Berlin, 1996 an der Königlich Dänischen Kunstakademie Kopenhagen und von 2001 bis 2002 an der Hochschule für Bildende Künste Braunschweig. Von 2004 bis 2018 Professur für Malerei an der HfBK Dresden. 1993 erhielt er den Fred-Thieler-Preis für Malerei.
Als Künstler ist Bömmels Autodidakt. Er ist bekannt für seine Zeichenbilder auf großformatigen Acryl-Leinwänden, die er mit Pastell- und Wachskreide bearbeitet. In seinen Haarbildern brachte er zusammengeklebte Haarbüschel auf weiße Leinwand auf. Peter Bömmels ist Mitglied im Deutschen Künstlerbund.

## Einzelausstellungen
- 1982 „Orbis Pictus“, Galerie Paul Maenz, Köln
- 1983 „Bilder die die Welt bedeuten“, Museum am Ostwall, Dortmund
- 1984 „New Works“, Ileana Sonnabend Gallery, New York
- 1985 „Via Mala Replics“, Galerie Buchmann, Basel
- 1986 „Menschen Versuche“, Galerie Onnasch, Berlin
- 1987 „Sieben Steine zur Lage“, Galerie Paul Maenz, Köln
- 1991 „Dritte Natur“, Kunsthistorisches Institut Innsbruck
- 1993 „… kein politischer Künstler“, Berlinische Galerie, Berlin
- 1994 „Zeichnungen/Köpfe“, Galerie Monika Sprüth, Köln und Galerie Ernst Busche, Berlin
- 1995 „wie dich selbst“ Köpfe/Haare/Öl, Kunstverein Wolfsburg
- 1996 „Neuulm u. a.“ Reisefotos, Südbahnhof Krefeld; „Mantua u. a“ Reisefotos, Galerie Christian Gögger München
- 1999 „Hart bleiben beim Weichwerden“, Galerie Almut Gerber; „Secret Offer“, Horsens Kunstmuseum
- 2000 „Badcomplex Installation“, Brüssel
- 2001 „Zeichnungen“, Galerie Andreas Junge, Wuppertal
- 2002 „Sporenklinglers Chance“, Galerie Almut Gerber, Köln; „Zeithaben“ Dany Keller Galerie, München
- 2005 „Die langsamen Tänze der Ypsilonisten“, Galerie Westend, München
- 2006 „Bildergebot“, Galerie Axel Holm, Ulm
- 2008 „Denken ist erst perfekt, wenn ihm ein Gamsbart wächst“, Galerie Westend, München
- 2011 „Peter Bömmels. just and past“, Akira Ikeda Gallery, Berlin
- 2012 „Peter Bömmels. Unter dem Strich“, Akira Ikeda Gallery, Berlin
- 2012 „Peter Bömmels. On'n On“, Akira Ikeda Gallery, Tokyo
- 2012  „Zeichnungen“, Akira Ikeda Gallery, New York
- 2014 „Deep Chalking – 30 Pastelle“, Akira Ikeda Gallery, Tokyo
- 2016 „Taken Cotton“, Akira Ikeda Gallery, New York
- 2016 „Des Vorhangs Bilder“, Akira Ikeda Gallery, Berlin

Seine Werke sind in einer Vielzahl von Sammlungen vertreten, darunter in der der Deutschen Bank in Frankfurt, in der sie im zwölften Stock eines der Zwillingstürme ausgestellt sind. 2003/2004 wurden seine Arbeiten in Obsessive Malerei – Ein Rückblick auf die Neuen Wilden in Karlsruhe gezeigt.

## Filme
- Martin Kippenberger und Co – Ein Dokument. Ich kann mir nicht jeden Tag ein Ohr abschneiden. Buch und Regie: Jaqueline Kaess Farquet. München 1985/2010. DVD. 25 min., Independent Artfilms